# 月刊F・S・B新年号 GROOVY MISSILE
『月刊F・S・B新年号 GROOVY MISSILE』(げっかんエフエスビーしんねんごう グルーヴィー・ミサイル)はFEEL SO BADの10枚目のアルバム。

## 内容
12ヶ月連続リリース第4弾は翌週で2000年を迎えるということで「新年号」となっている。

## 収録曲
1. 時計じかけの暴れん坊
作詞：川島だりあ・大橋雅人　作曲：川島だりあ
2. ITEM
作詞・作曲：倉田冬樹
3. 美しい脳
作詞：川島だりあ・大橋雅人　作曲：倉田冬樹
4. 変でヘンになる
作詞：川島だりあ・大橋雅人　作曲：倉田冬樹
5. ポチの大脱走
作詞：川島だりあ・大橋雅人　作曲：川島だりあ
6. Dancin' in the middle of the night
作詞・作曲：川島だりあ
7. Deeper
作詞・作曲：川島だりあ
8. KAOSの森
作詞・作曲：倉田冬樹
9. 幸か不幸か?彼は後者
作詞：川島だりあ・大橋雅人　作曲：倉田冬樹
10. FIGHTERS
作詞・作曲：山口昌人